# سرطاووس
سرطاووس، روستایی از توابع بخش مرکزی شهرستان مشهد در استان خراسان رضوی ایران است.این روستا بعد از روستای قرقی با قدمت 200 ساله میباشد.این روستای دارای یه سکنه به نام حاج اکبر قصاب میباشد.

## جمعیت
این روستا در دهستان تبادکان قرار دارد و براساس سرشماری مرکز آمار ایران در سال ۱۳۸۵، جمعیت آن ۱۲ نفر (۴خانوار) بوده‌است.